# Міст Блукренс
33°58′02″ пд. ш. 23°38′43″ сх. д. / 33.96725° пд. ш. 23.645167° сх. д.
Міст Блукренс (англ. Bloukrans Bridge) — автомобільний арковий міст через річку Блокранс недалеко від Нейтерс Веллі, Західна Капська провінція, Південно-Африканська Республіка. Будівництво було завершено в 1984 році. Довжина мосту 451 метр, довжина центрального прольоту - 272 метри, висота від поверхні води – 216 метрів, він є найвищим арковим мостом у світі. 
Через міст проходить Національне шосе №2.